# Joakim Stulli
Joakim Stulli (Stulić; Dubrovnik, 1730. – Dubrovnik, 1817.), hrvatski franjevac leksikograf. 

## Životopis
Poslije osnovnoga školovanja u rodnome gradu pohađa isusovački kolegij. Potom nastavlja filozofsko-teološki studij u samostanu Male braće. Nakon toga tri godine u Rimu na središnjem franjevačkom studiju u samostanu Aracoeli studira bogoslovlje. Vraća se u Dubrovnik gdje oko 1760. započinje leksikografski rad koji će potrajati pola stoljeća, do 1810. U početku toga rada Stullijevi su izvori rječnik Ardelija della Belle, leksikografska nastojanja u dubrovačkoj "Akademiji ispraznijeh" te Torinski rječnik, najbolji talijanski akademski rječnik 18. stoljeća. Usto, građu ispisuje iz književnih djela i prikuplja iz usmenih izvora. Umro je u Franjevačkom samostanu u Dubrovniku u čijem je klaustru i pokopan.

## Djela
Novo gradivo i pogodnu tiskaru Stulli je počeo tražiti već u početku sedamdesetih godina kad je (1772. i 1773.) boravio u Rimu, Mletcima i Beču. U potrazi za mecenom i tiskarom putovao je potom u Češku, Sasku i Prusiju. Kad je dovršio posao, u početku 1783. obratio se Češkoj dvorskoj kancelariji koja je pokrenula akciju da se ustanovi je li djelo dobro urađeno da bi se moglo tiskati. Kako je Stulli pisao dubrovačko-dalmatinskim slovopisom, 1785. u Beču je zasjedalo posebno carsko povjerenstvo u kojem su bili Antun Mandić, Joso Krmpotić, Marijan Lanosović i Stulli. To se povjerenstvo odlučilo za slavonski slovopis. Kad su svladane sve zaprjeke (jezične, slovopisne, novčane, tiskarske), počelo je objavljivanje pa je tek 1801. u Budimu objelodanjen prvi dio rječnika (Lexicon latino-italico-illyricum). Drugi je dio objavljen četiri godine poslije (1805.) u Dubrovniku (Rjecsosloxje u komu donosuse upotrebljenia, uredna, mucsnia istieh jezika krasnoslovja nacsini, izgovaranja i prorjecsja), a treći dio također u Dubrovniku 1810. (Vocabolario italiano-illirico-latino).
Budući da svaki dio ima po dvije knjige, da su u sastavljanju toga rječnika korišteni gotovo svi od njega stariji hrvatski rječnici i djela stotinjak pisaca, Stullijev je rječnik najopsežnije djelo starije i među opsežnijim djelima ukupne hrvatske leksikografije (na preko 4.700 stranica donosi oko 80.000 riječi). S obzirom na to da je "ilirski jezik" shvaćao kao općeslavenski jezik, posuđivao je dosta iz slavenskih jezika (staroslavenskog, ruskog, češkog, poljskog, slovenskog). Unatoč tomu Stullijev je rječnik vrijedna riznica hrvatske leksičke građe.

## Vanjske poveznice
- Joakim Stulli
- Joakim Sulli: Rjecsosloxje A-O
- Joakim Stulli: Rjecsosloxje P-Z